# Cầu Nhật Tân
Cầu Nhật Tân là một cây cầu tại thủ đô Hà Nội, đây là cây cầu dây văng lớn nhất Việt Nam hiện tại được xây dựng với tổng mức đầu tư hơn 13.626 tỷ đồng nằm trong tổng số 7 cầu bắc qua sông Hồng đoạn Hà Nội nối phường Phú Thượng, quận Tây Hồ với xã Vĩnh Ngọc, huyện Đông Anh.
Cầu có kết cấu nhịp chính theo dạng cầu dây văng nhiều nhịp với 5 trụ tháp hình thoi và 6 nhịp dây văng; điểm đầu bắt đầu tại phường Phú Thượng, quận Tây Hồ, kết nối với đường Võ Chí Công; điểm cuối giao với quốc lộ 5 tại km 7+100, xã Vĩnh Ngọc, huyện Đông Anh, nối tiếp với đường Võ Nguyên Giáp. Cầu được khởi công ngày 7 tháng 3 năm 2009, ngay sau khi hoàn thành cầu Thanh Trì và hoàn thành nhân kỷ niệm giải phóng miền Nam 23 năm. Theo dự án, cầu được kết cấu kiểu dây văng liên tục bê tông cốt thép dự ứng lực, thi công bằng phương án đúc hẫng cân bằng. Cầu Nhật Tân được khánh thành vào ngày 4/1/2015, đồng bộ với đường Nhật Tân – Nội Bài tạo nên một tuyến cao tốc nội đô hiện đại, rút ngắn thời gian di chuyển từ Cảng hàng không quốc tế Nội Bài tới trung tâm Hà Nội. Cầu được xem là biểu tượng mới của Thành phố Hà Nội với 5 nhịp dây văng tượng trưng cho 5 cửa ô của Thành phố Hà Nội.
Mặt cầu rộng 33,8 m với 8 làn xe cho cả hai chiều, tất cả các làn đều hỗn hợp và cấm người đi bộ; riêng xe đạp, xe thô sơ chỉ được lưu thông từ 22h đến 5h sáng ngày hôm sau. Cầu dài 3,9 km và có đường dẫn 5,27 km, trong đó phần chính của cầu qua sông dài 2,5 km.
Vì cầu được xây dựng dưới sự tư vấn thiết kế và giám sát thi công của các đơn vị đến từ Nhật Bản, và cũng vì 5 trụ cầu tượng trưng cho 5 cánh hoa anh đào Nhật Bản, tượng trưng cho mối quan hệ ngoại giao giữa Việt Nam và Nhật Bản, nên Đại sứ Nhật Bản tại Việt Nam trong thời điểm đó – ông Hiroshi Fukada – cũng đã đưa ra ý kiến đổi tên cầu thành "cầu hữu nghị Việt – Nhật".